# Wymakracz
Wymakracz – rzeka, lewy dopływ Narwi o długości 31,98 km. 

## Opis
Płynie przez Puszczę Białą, w województwie mazowieckim w gminach Ostrów Mazowiecka i Długosiodło. Przepływa przez Nową Pecynę, Długosiodło, Przetycz Włościańską, gdzie przecina linię kolejową Tłuszcz – Ostrołęka oraz przez Stare Bosewo, gdzie znajduje się jaz.